# 359
359 (CCCLIX) fue un año común comenzado en viernes del calendario juliano, en vigor en aquella fecha.
En el Imperio romano, el año fue nombrado como el del consulado de Eusebio e Hipatio, o menos comúnmente, como el 1112 Ab urbe condita, adquiriendo su denominación como 359 a principios de la Edad Media, al establecerse el anno Domini.

## Acontecimientos
- Sitio de Amida: Sapor II de Persia conquista Amida a los romanos.

## Nacimientos
- Estilicón, general romano.
- Godegisilio, rey de los vándalos asdingos.
- Graciano el Joven, emperador romano.

## Fallecimientos
- Paulino de Tréveris, religioso cristiano.